# Orne
Orne je francouzský departement ležící v regionu Normandie v severní části státu. Nazývá se podle řeky Orne. Sestává z 3 arrondisementů, 21 kantonů a přibližně 410 obcí. Hlavní město je Alençon.

## Camembert
V departementu se nachází obec Camembert, podle které je pojmenován stejnojmenný sýr

## Správní členění

### Arrondisementy
- Arrondissement Mortagne-au-Perche
- Arrondissement Alençon
- Arrondissement Argentan

### Kantony
Po reformě kantonů z roku 2014 je departement tvořen 21 kantony.
- L'Aigle
- Alençon-1
- Alençon-2
- Argentan-1
- Argentan-2
- Athis-de-l'Orne
- Bagnoles-de-l'Orne
- Bretoncelles
- Ceton
- Damigny
- Domfront
- La Ferté-Macé
- Flers-1
- Flers-2
- Magny-le-Désert
- Mortagne-au-Perche
- Radon
- Rai
- Sées
- Tourouvre
- Vimoutiers